# Французский референдум по расширению Европейского сообщества (1972)
Французский референдум по расширению Европейского сообщества проводился 23 апреля 1972 года по поводу включения Великобритании, Дании, Ирландии и Норвегии в Европейское сообщество. Большинство избирателей (68,3 %) при явке 60,2 % одобрило расширение Сообщества.
Вопрос, вынесенный на референдум, был следующий:

Одобряете ли Вы, в рамках новых перспектив, которые открываются в Европе, законопроект, представленный французскому народу Президентом Республики, разрешающую ратификацию договора относительно присоединения Великобритании, Дании, Ирландии и Норвегии в Европейское сообщество? 
Оригинальный текст (фр.)Approuvez-vous, dans les perspectives nouvelles qui s’ouvrent à l’Europe, le projet de loi soumis au peuple français par le président de la République, et autorisant la ratification du traité relatif à l’adhésion de la Grande-Bretagne, du Danemark, de l’Irlande et de la Norvège aux Communautés européennes?

## Результаты
| Участие в референдуме:           |            |         |
| Бюллетеней опущено               | 17 964 607 | 60,24 % |
| Не голосовало                    | 11 855 857 | 39,76 % |
| Всего избирателей                | 29 820 464 | 100 %   |
| Опущенные бюллетени:             |            |         |
| Действительных                   | 15 878 488 | 88,39 % |
| Незаполненных и недействительных | 2 086 119  | 11,61 % |
| Всего голосов                    | 17 964 607 | 100 %   |
| Да и Нет:                        |            |         |
| Да (за)                          | 10 847 554 | 68,32 % |
| Нет (против)                     | 5 030 934  | 31,68 % |
| Всего                            | 15 878 488 | 100 %   |

## Последующие события
Во всех присоединяющихся странах также проходили референдумы. С 1 января 1973 года Великобритания, Дания и Ирландия вступили в Европейское сообщество, которое, таким образом, увеличилось до 12 членов. Однако, референдум, прошедший в Норвегии, отверг вхождение в Европейское сообщество (лишь 46,5 % — за).